# Müllheim (Baden)

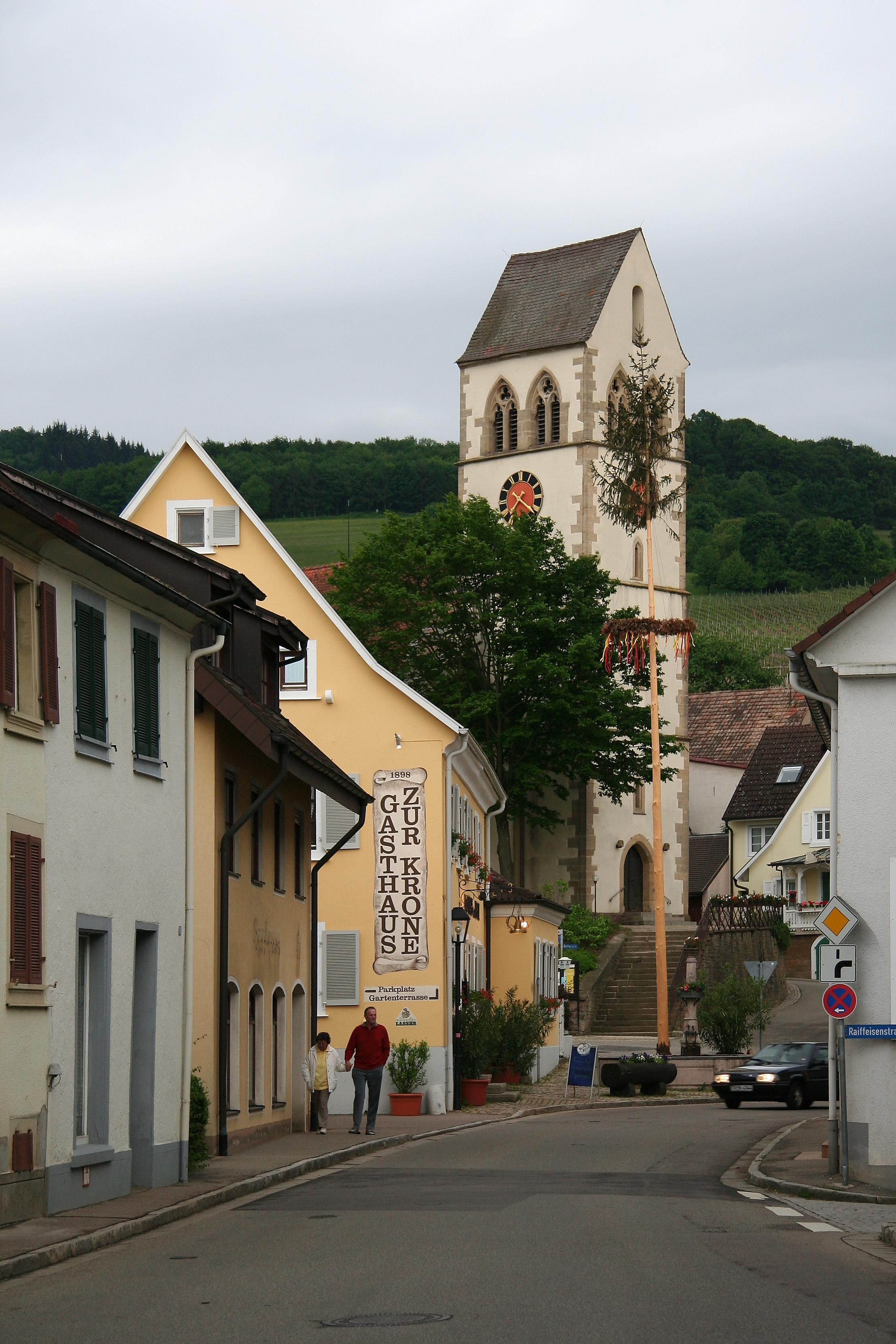
Biserica St. Johannes

Müllheim este un oraș în districtul Breisgau-Hochschwarzwald, landul Baden-Württemberg, Germania.
Numele orașului provine de la termenul din germana veche "Mulinhaimo", care ar însemna "Mori numeroase", acestea au și exitat de fapt pe cursul râului Klemmbach.

## Date geografice
Orașul se află amplasat în centrul regiunii Markgräflerland din sud-vestul Germaniei. Ea a fost deja în timpul romanilor o regiune agricolă, urme arheologice care atestă acest lucru, sau găsit la Badenweiler, Bad Krozingen și Bad Bellingen. Așezările au fost înșirate de-a lungul cursului râului Klemmbach, care este o regiune de trecere spre depresiunea de pe Cursul superior al Rinului situată la sud-vest de Munții Pădurea Neagră.
Regiunea este o regiune deluroasă, dealuri care sunt prelungiri a Munților Pădurea Neagră. Din punct petrografic predomină gnaisurile și granitele. Spre vest se întind dealuri cu un sol de loess roditor, care coboară spre valea Rinului. Actvitatea vulcanică din adâncime a favorizat apariția numeroaselor localități balneare cu apă termală.
Orașul se află la altitudinea de 230 m deasupra n.m., se întinde pe o lungime de 15 km pe direcția est-vest și 10 km pe direcția nord-sud.

## Localități învecinate
Localități mai apropiate în nord sunt Buggingen, Sulzburg și Münstertal/Schwarzwald în nord-est, Badenweiler, Kleines Wiesental și Malsburg-Marzell în sud, Auggen și Schliengen iar în vest Neuenburg am Rhein.

## Localități aparținătoare
Oberweiler, Niederweiler, Badenweiler, Britzingen, Dattingen, Höhingen, Muggardt, Güttigheim, Feldberg, Gennenbach, Hügelheim, Vögisheim, Zunzingen și Mattenburg.

## Clima
Regiunea orașului are o climă blândă, adecvată cultivării viței de vie. Munții apropiați formează un paravan de protecție contra climei continenale caracterizată prin ierni aspre și veri fierbinți. 

## Politică
Rezultatul alegerilor din ultimii ani:
|                                                                            | 12. iunie 1994 | 12. iunie 1994 | 12. iunie 1994 | 24. octombrie 1999 | 24. octombrie 1999 | 13. iunie 2004 | 13. iunie 2004 | 7. iunie 2009 | 7. iunie 2009 |
| Partide                                                                    | %              | locuri         | ± 0            | %                  | locuri             | %              | locuri         | %             | locuri        |
| CDU                                                                        | 34,5           | 10             | – 2            | ...                | 14                 | 37,9           | 11             | 34,9          | 9             |
| FWG                                                                        | 24,9           | 7              | ± 0            | ...                | 7                  | 23,4           | 6              | 29,9          | 7             |
| SPD                                                                        | 25,1           | 7              | – 1            | ...                | 5                  | 17,3           | 5              | 18,5          | 4             |
| ALM                                                                        | 25,6           | 4              | + 1            | ...                | 2                  | 14,3           | 4              | 17,7          | 4             |
| MiAU (1999: Müllheim im Aufwind) 2004: Müllheim Innovativ Aktiv Unabhängig | (–)            | (–)            | (–)            | ...                | 3                  | 7,1            | 2              | (–)           | (–)           |
| Partide politice independente                                              | (–)            | (–)            | (–)            | ...                | 1                  | (–)            | (–)            | (–)           | (–)           |
| Total locuri                                                               |                | 28             |                |                    | 32                 |                | 28             |               | 24            |

## Personalități marcante
- Franz Kirchheimer (1911 - 1984), geolog și paleontolog